# فلاديمير تاتيرجيك
فلاديمير تاتيرجيك (بالروسية: Владимир Иосифович Татарчук)‏ (25 أبريل 1966 في روسيا - ) هو مدرب كرة قدم ولاعب كرة قدم روسي (وحمل سابقاً جنسية الاتحاد السوفيتي) في مركز الوسط، شارك في الألعاب الأولمبية الصيفية 1988. وشارك مع منتخب الاتحاد السوفييتي لكرة القدم ومنتخب روسيا لكرة القدم. أما مع النوادي، فقد لعب مع توربيدو موسكو ودينامو كييف وسلافيا براغ ونادي الاتحاد ونادي الغرافة ونادي سيسكا موسكو ونادي كارباتي لفيف ونادي لييباياس ميتالورغس ونادي تيومين ‏ وسوكول ساراتوف ‏ وFC Lokomotiv Nizhny Novgorod ‏ ونادي ينيسي كراسنويارسك ‏.

## روابط خارجية
- فلاديمير تاتيرجيك على موقع قاعدة بيانات كرة القدم.إي يو (الإنجليزية)
- فلاديمير تاتيرجيك على موقع ناشيونال فوتبول تيمز (الإنجليزية)
- فلاديمير تاتيرجيك على موقع عالم كرة القدم.نت (الإنجليزية)
- فلاديمير تاتيرجيك على موقع أوليمبيديا (الإنجليزية)